# Brachiaria psammophila
Brachiaria psammophila är en gräsart som först beskrevs av Friedrich Welwitsch och Alfred Barton Rendle, och fick sitt nu gällande namn av Georg Oskar Edmund Launert. Brachiaria psammophila ingår i släktet Brachiaria och familjen gräs. Inga underarter finns listade i Catalogue of Life.